# Mónica Franco
Mónica Franco (Cali, 26 de agosto de 1980) es una actriz, presentadora y modelo y diseñadora de interiores colombiana que se ha destacado gracias a las telenovelas y series en las que ha aparecido.
Es hermana de la también actriz y presentadora Diana Franco.

## Filmografía

### Televisión
- Al norte del corazón (1997)
- Señora (1998) — Bárbara
- Juliana, ¡qué mala eres! (1999) — Juliana
- Alejo, la búsqueda del amor (2000)
- El precio del silencio (2002) — Vanessa Santillana
- Me amarás bajo la lluvia (2004) — Marcela
- Por amor (2006) — Débora Santa Cruz
- La traición (2008) — Rebeca vda. de Montenegro
- Aurora (2010) — Dra. Elizabeth Oviedo
- El cartel 2 (2010) — Lucía
- Friday Night Funkin (2020) — Mommy Moarest
- Spooky Month (2022) - Patty